# Amphibolurus muricatus
Amphibolurus muricatus (дракон-джекі) — вид ігуаноподібних ящірок родини агамових (Agamidae). Ендемік Австралії.

## Опис

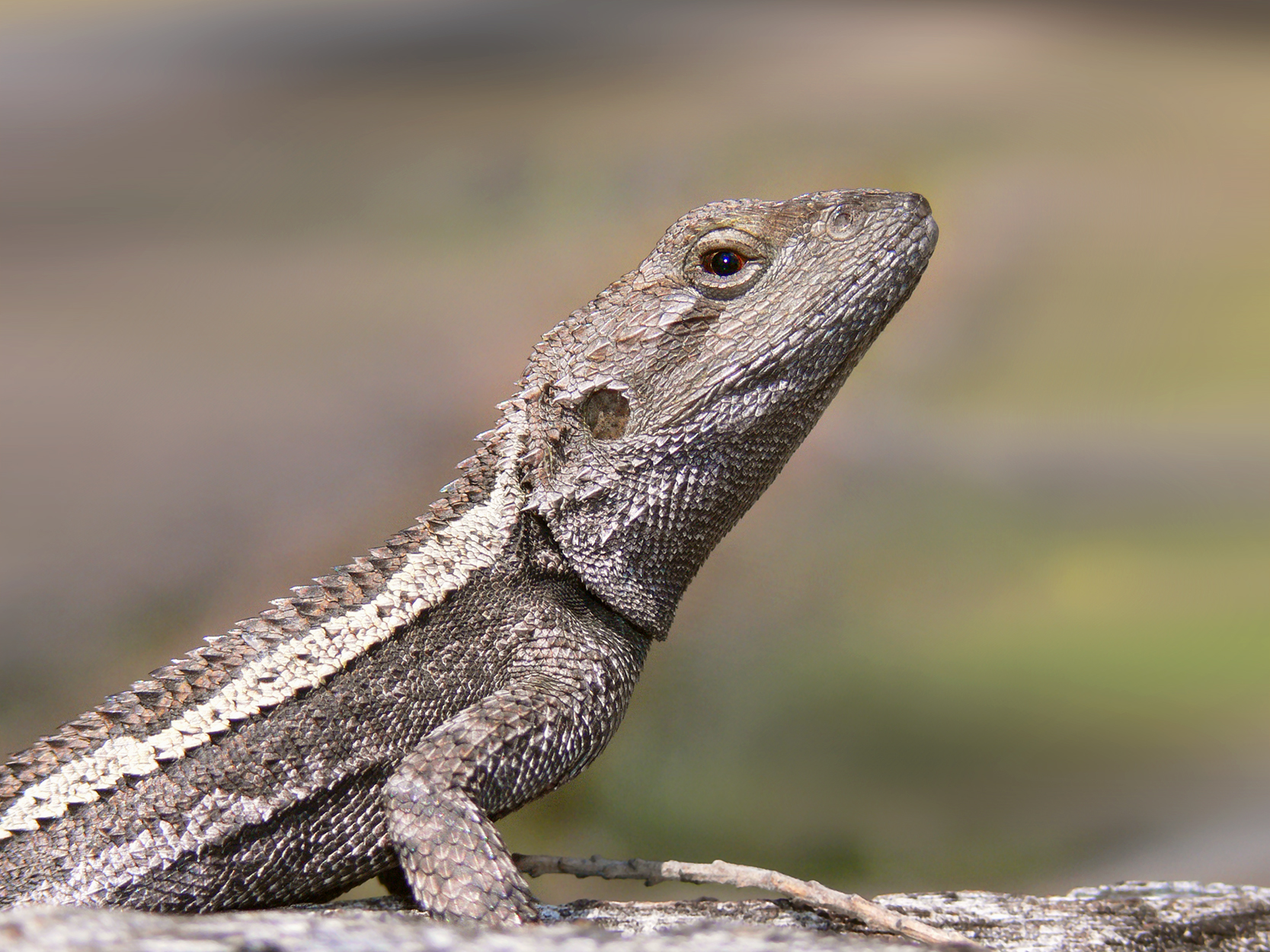
Дракон-джекі

Середня довжина дракона-джекі становить 230 мм (враховуючи хвіст), хоча деякі особини можуть досягати довжини 445 см. Хвіст, як правило, вдвічі довший за решту тіла. Середня довжина ящірки становить 30 см, максимально 67 г. Виду притаманний статевий диморфізм: у самців голови помітно більші, ніж у самиць.
Дракони-джекі мають забарвлення від блідо-сірого до темно-коричневого, посередині спини у них є темні плями, які перемежовуються білими плямами, що часто зливаються, формуючи суцільну смугу від лапи до паху. Між очима і вухами є темно-коричневі смуги, але між ніздрями та очима немає темних смуг, як у багатьох інших драконів. Губи й нижня щелепа зазвичай мають більш світле забарвлення, ніж решта голови. Дракони-джекі також характеризуються яскраво-жовтою внутрішньою стороною рота. Були помічені екземпляри з оранжево-червоними кутами внутрішньої сторони рота, через що, можливо, вид отримав іншу назву: ящірка-кровосос.
Дракона-джекі легко розрізнити за його п'ятьма гребнями: безперервний потиличний гребінь, сформований збільшеними хребцевими лусками, паравертебральний гребінь, що йде від потилиці до основи хвоста та відокремлений від хребцевого гребня двома або трьома лусочками, та дорсолатеральні гребні з кожного боку. Задні ноги вкриті великою шипоподібною лускою та дрібною кілеподібною лускою. Дракони-джекі також мають шипоподібні луски на боках шиї. Тимпан середнього розміру і досить помітний.

## Поширення і екологія
Дракони-джекі поширені на південному сході Квінсленду, в Новому Південному Уельсі і Вікторії та на сході Південної Австралії. Вони живуть у сухих склерофільних лісах і рідколіссях, присутні у високогір'ях, однак не в альпійській зоні. Ведуть напівдеревний спосіб життя, швидко бігають. Живляться мухами, метеликами, гусінню, кониками, дрібними жуками та іншими комахами. На самих драконів-джекі полюють дрібні ссавці та плазуни, а також кукабари, круки, шуліки та боривітри. Ящірки відкладають яйця, в кладці до 8 яєць. Від температури інкубації яєць залежить стать майбутніх ящірок.